# Pilis és Visegrádi-hegység
Pilis és Visegrádi-hegység este o arie protejată (arie specială de conservare — SAC, sit de importanță comunitară — SCI) din Ungaria întinsă pe o suprafață de 30.145,74 ha, integral pe uscat.

## Localizare
Centrul sitului Pilis és Visegrádi-hegység este situat la coordonatele 47°42′14″N 18°54′38″E / 47.703889°N 18.910556°E.

## Înființare
Situl Pilis és Visegrádi-hegység a fost declarat sit de importanță comunitară în mai 2004 pentru a proteja 8 specii de plante și 35 de specii de animale. Situl a fost protejat și ca arie specială de conservare în februarie 2010.

## Biodiversitate
Situată în ecoregiunea panonică, aria protejată conține 17 habitate naturale: Pajiști uscate seminaturale și facies de acoperire cu tufișuri pe substraturi calcaroase (Festuco-Brometalia) (* situri importante pentru orhidee), Păduri panonice cu Quercus pubescens, Peșteri inaccesibile publicului, Păduri pe pante, grohotișuri și ravene de Tilio-Acerion, Păduri de fag din Europa Centrală dezvoltate pe sol calcaros cu Cephalanthero-Fagion, Păduri de fag Asperulo-Fagetum, Grohotișuri silicioase medio-europene, la altitudine înaltă, Fânețe de joasă altitudine (Alopecurus pratensis, Sanguisorba officinalis), Păduri aluvionare cu Alnus glutinosa și Fraxinus excelsior (Alno-Padion, Alnion incanae, Salicion albae), Pajiști stepice subpanonice, Păduri panonice cu Quercus petraea și Carpinus betulus, Păduri panonice-balcanice de stejar turcesc - stejar sesil, Pante stâncoase calcaroase cu vegetație casmofită, Pajiști panonice carstice (Stipo-Festucetalia pallentis), Pante stâncoase silicioase cu vegetație casmofită, Tufărișuri subcontinentale peripanonice, Fânețe montane.
La baza desemnării sitului se află mai multe specii protejate:
- plante (8): Dianthus plumarius subsp. regis-stephani, Echium russicum, Ferula sadleriana, Himantoglossum caprinum, Iris humilis subsp. arenaria, sisinei (Pulsatilla grandis), Pyrus magyarica, Seseli leucospermum
- amfibieni (2): buhai de baltă cu burta roșie (Bombina bombina), izvoraș-cu-burta-galbenă (Bombina variegata)
- mamifere (12): liliac cârn (Barbastella barbastellus), castor (Castor fiber), vidră de râu (Lutra lutra), liliac cu aripi lungi (Miniopterus schreibersii), liliac cu urechi mari (Myotis bechsteinii), liliac cu urechi de șoarece (Myotis blythii), liliac de iaz (Myotis dasycneme), liliac cărămiziu (Myotis emarginatus), liliac comun (Myotis myotis), liliacul mediteranean cu potcoavă (Rhinolophus euryale), liliacul mare cu potcoavă (Rhinolophus ferrumequinum), liliacul mic cu potcoavă (Rhinolophus hipposideros)
- nevertebrate (18): Austropotamobius torrentium, croitorul mare al stejarului (Cerambyx cerdo), Cucujus cinnaberinus, orthosia schmidtii (Dioszeghyana schmidtii), fluturele de noapte (Eriogaster catax), Euplagia quadripunctaria, Glyphipterix loricatella, Isophya costata, Limoniscus violaceus, rădașcă (Lucanus cervus), fluturele purpuriu (Lycaena dispar), croitorul cenușiu al stejarului (Morimus funereus), Paracaloptenus caloptenoides, Phyllometra culminaria, Rosalia alpina, Stenobothrus eurasius, Vertigo angustior, Vertigo moulinsiana
- pești (2): Barbus meridionalis, boarță (Rhodeus sericeus amarus)
- reptile (1): țestoasa de baltă (Emys orbicularis)

Pe lângă speciile protejate, pe teritoriul sitului au mai fost identificate 31 de specii de plante, 6 specii de amfibieni, 15 specii de mamifere, 4 specii de nevertebrate, 2 specii de pești, 7 specii de reptile.